# Torneo de Varsovia

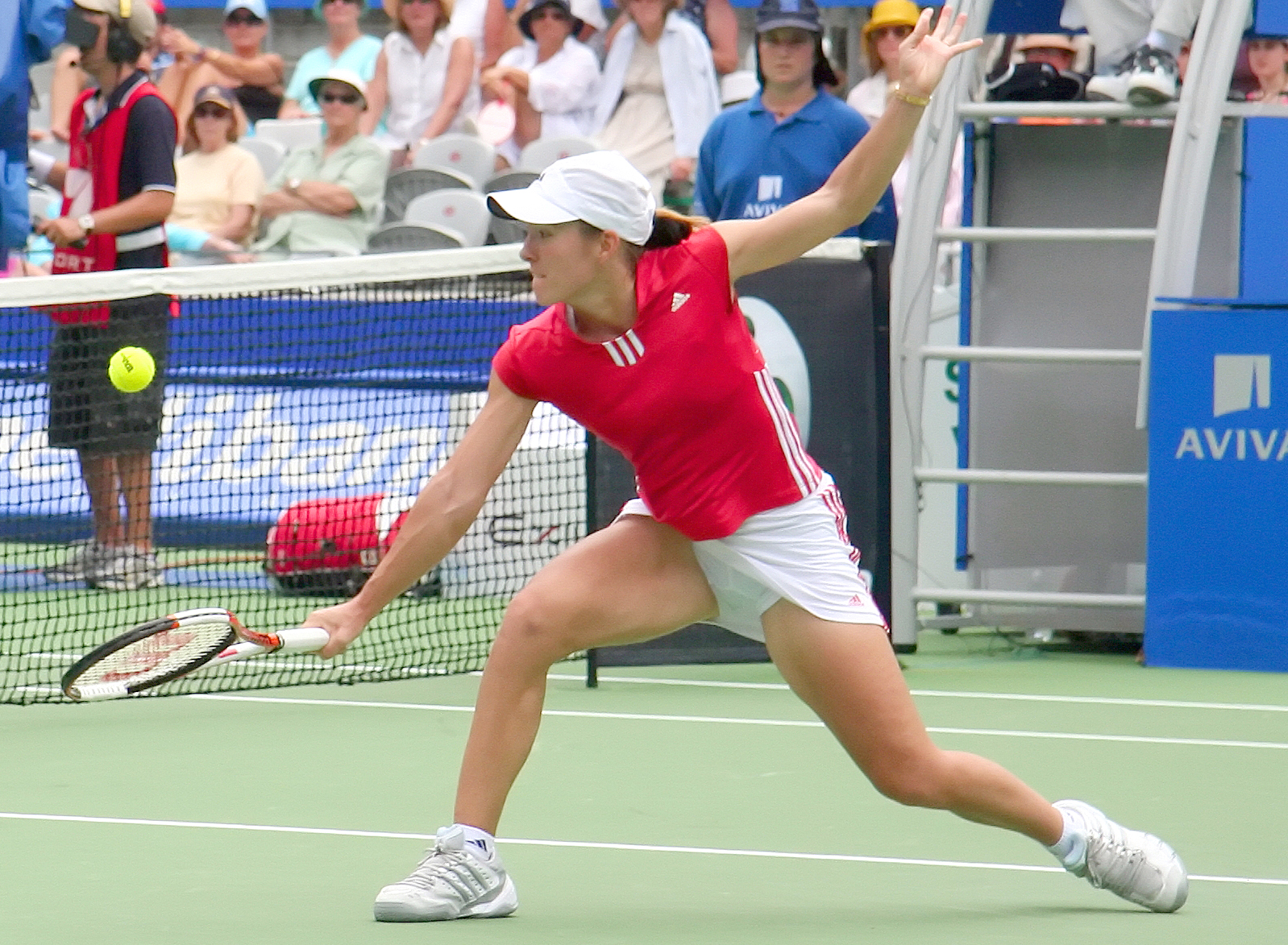
Torneo de Varsovia

El Torneo de Varsovia es un torneo oficial de tenis dentro del circuito de la ATP y de la WTA que se disputa en Varsovia, Polonia. En la ATP comenzó a disputarse en la temporada 2008, sustituyendo al Torneo de Sopot. En la WTA comenzó en 1995 y su última edición fue en 2007, aunque en 2009 hace su regreso al circuito. Se disputa sobre tierra batida.

## Palmarés

### Individual Masculino
| Año  | Campeón           | Finalista     | Resultado de la final |
| ---- | ----------------- | ------------- | --------------------- |
| 2008 | Nikolay Davydenko | Tommy Robredo | 6-3, 6-3              |
| 2009 | No disputado      | No disputado  | No disputado          |

### Dobles Masculino
| Año  | Campeones                            | Finalistas                     | Resultado en la final |
| ---- | ------------------------------------ | ------------------------------ | --------------------- |
| 2008 | Mariusz Fyrstenberg Marcin Matkowski | Nikolay Davydenko Yuri Schukin | 6-0, 3-6, 10-4        |
| 2009 | No disputado                         | No disputado                   | No disputado          |

### Individual Femenino
| Año  | Categoría    | Campeona               | Finalista           | Resultado de la final |
| ---- | ------------ | ---------------------- | ------------------- | --------------------- |
| 1995 | Tier III     | Barbara Paulus         | Alexandra Fusai     | 7–6, 4–6, 6–1         |
| 1996 | Tier III     | Henrieta Nagyová       | Barbara Paulus      | 3–6, 6–2, 6–1         |
| 1997 | Tier III     | Barbara Paulus         | Henrieta Nagyová    | 6–4, 6–4              |
| 1998 | Tier III     | Conchita Martínez      | Silvia Farina Elia  | 6–0, 6–3              |
| 1999 | Tier IV      | Cristina Torrens       | Inés Gorrochategui  | 7–5, 7–6(3)           |
| 2000 | Tier IV      | Henrieta Nagyová       | Amanda Hopmans      | 2–6, 6–4, 7–5         |
| 2001 | No disputado |                        |                     |                       |
| 2002 | Tier III     | Elena Bovina           | Henrieta Nagyová    | 6–3, 6–1              |
| 2003 | Tier II      | Amélie Mauresmo        | Venus Williams      | 6–7, 6–0, 3–0 ret.    |
| 2004 | Tier II      | Venus Williams         | Svetlana Kuznetsova | 6–1, 6–4              |
| 2005 | Tier II      | Justine Henin-Hardenne | Svetlana Kuznetsova | 3–6, 6–2, 7–5         |
| 2006 | Tier II      | Kim Clijsters          | Svetlana Kuznetsova | 7–5, 6–2              |
| 2007 | Tier II      | Justine Henin          | Alona Bondarenko    | 6–1, 6–3              |
| 2008 | No disputado | No disputado           | No disputado        | No disputado          |
| 2009 | Premier      | Alexandra Dulgheru     | Alona Bondarenko    | 7-6(3), 3–6, 6–0      |
| 2010 | Premier      | Alexandra Dulgheru     | Jie Zheng           | 6-3, 6–4              |

### Dobles Femenino
| Año  | Campeonas                               | Finalistas                           | Resultado en la final |
| ---- | --------------------------------------- | ------------------------------------ | --------------------- |
| 1995 | Sandra Cecchini Laura Garrone           | Henrieta Nagyová Denisa Krajčovičová | 5–7, 6–2, 6–3         |
| 1996 | Olga Lugina Elena Wagner                | Alexandra Fusai Laura Garrone        | 1–6, 6–4, 7–5         |
| 1997 | Ruxandra Dragomir Inés Gorrochategui    | Meike Babel Catherine Barclay-Reitz  | 6–4, 6–0              |
| 1998 | Olga Lugina Karina Habšudová            | Liezel Huber Karin Kschwendt         | 7–6, 7–5              |
| 1999 | Cătălina Cristea Irina Selyutina        | Amélie Cocheteux Janette Husárová    | 6–1, 6–2              |
| 2000 | Tathiana Garbin Janette Husárová        | Iroda Tulyaganova Anna Zaporozhanova | 6–3, 6–1              |
| 2001 | No disputado                            | No disputado                         | No disputado          |
| 2002 | Jelena Kostanić Henrieta Nagyová        | Evgenia Kulikovskaya Silvija Talaja  | 6–1, 6–1              |
| 2003 | Liezel Huber Magdalena Maleeva          | Eleni Daniilidou Francesca Schiavone | 3–6, 6–4, 6–2         |
| 2004 | Silvia Farina Elia Francesca Schiavone  | Gisela Dulko Patricia Tarabini       | 3–6, 6–2, 6–1         |
| 2005 | Tatiana Perebiynis Barbora Strýcová     | Klaudia Jans Alicja Rosolska         | 6–1, 6–4              |
| 2006 | Elena Likhovtseva Anastasia Myskina     | Anabel Medina Katarina Srebotnik     | 6–3, 6–4              |
| 2007 | Vera Dushevina Tatiana Perebiynis       | Elena Likhovtseva Elena Vesnina      | 7–5, 3–6, 10–2        |
| 2008 | No disputado                            | No disputado                         | No disputado          |
| 2009 | Raquel Kops-Jones Bethanie Mattek-Sands | Zi Yan Jie Zheng                     | 6-1, 6-1              |
| 2010 | Virginia Ruano Meghann Shaughnessy      | Cara Black Zi Yan                    | 6-3, 6-4              |